# Yoshiyuki Tsuruta
Yoshiyuki Tsuruta (japonès: 鶴田義行)  (Kagoshima, 1 d'octubre de 1903 - Matsuyama, 24 de juliol de 1986) va ser un nedador japonès, especialista en braça, vencedor de dues medalles d'or als Jocs Olímpics.
Nascut a la prefectura de Kagoshima, va començar treballant als ferrocarrils japonesos el 1920, però el 1924 entrà com a voluntari a la Marina Imperial Japonesa. El 1928 va prendre part en els Jocs Olímpics d'Amsterdam, on va guanyar la medalla d'or en els 200 metres braça del programa de natació. En la final, disputada el 8 d'agost, va establir un nou rècord del món de la modalitat amb un temps de 2 minuts, 48.8 segons. Tsuruta va ser el segon japonès en guanyar una medalla d'or, després que Mikio Oda la guanyés en el triple salt el 2 d'agost.
En tornar al Japó, es va matricular en dret de la Universitat de Meiji. Va seguir nedant, establint un nou rècord mundial de 2 minuts 45.0 segons el 1929. Després de graduar-se passà a treballar pels ferrocarrils del sud de Manxúria, que van patrocinar la seva participació en els Jocs de Los Angeles de 1932. Va revalidar la medalla d'or en els 200 metres braça del programa de natació, convertint-se en el primer japonès a guanyar medalles d'or en dos jocs olímpics consecutius.
El 1943 va ser reclamat pel servei actiu a la Marina Imperial Japonesa. Després de la Segona Guerra Mundial treballà a l'Ehime Shimbun, una companyia de premsa situada a la prefectura d'Ehime. A partir de 1948 va ocupar diversos càrrecs en la federació japonesa de natació, tot impulsant la introducció de la natació com a pràctica esportiva a les escoles. El 1962 va ser guardonat amb la medalla amb cinta de color porpra pel govern japonès i el 1968 va ser incorporat a l'International Swimming Hall of Fame.